# رانك
رانك (بالفارسية: رانک) هي قرية تقع في منطقة بولان في إيران. يقدر عدد سكانها بـ 450 نسمة بحسب إحصاء 2016.